# Ellis, Kansas
Ellis är en ort i Ellis County i Kansas. Vid 2020 års folkräkning hade Ellis 1 958 invånare.